# Mariella Ahrens
Mariella Ahrens (Leningrado, 2 aprile 1969) è un'attrice tedesca, attiva prevalentemente in campo televisivo.
Sul piccolo schermo, ha preso parte ad una sessantina di differenti produzioni, a partire dalla fine degli anni ottanta.
Tra i suoi ruoli principali, figurano quello di Maren Wolff nella serie televisiva Sabine!! (2004-2005), quello del giudice Lisa Sturm nella serie televisiva Im Namen des Gesetzes (2005-2008), quello di Sarah Pohl in alcuni film TV e nelle serie televisiva Casi d'amore (2014-...); è inoltre apparsa come guest star in vari film TV e in varie serie televisive.

## Biografia
Ahrens è nata a Leningrado (San Pietroburgo), figlia di uno specialista informatico tedesco e di un oftalmologo bulgaro. È cresciuta in Bulgaria fino all'età di tre anni e si è trasferita a Berlino-Friedrichshain nella Repubblica Democratica Tedesca nel 1974. Dopo un precedente rifiuto da parte dell'Accademia di arti drammatiche Ernst Busch, ha completato la sua formazione come attrice presso la Scuola di recitazione Der Kreis fondata da Fritz Kirchhoff a Berlino. Ha avuto le sue prime apparizioni nel piccolo teatro nella casa dei giovani talenti a Berlino e nei film per la televisione.

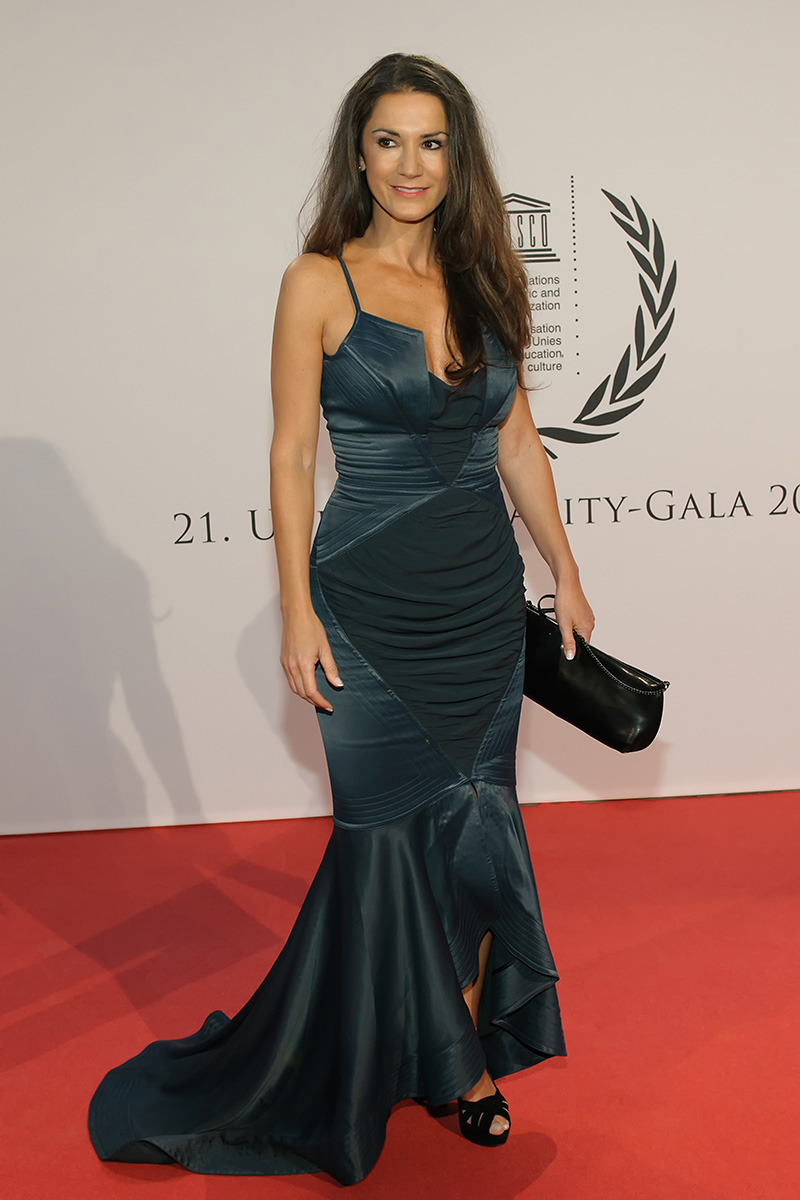
Mariella Ahrens nel 2012

Ahrens ha dato alla luce sua figlia Isabella Maria nel 1999 durante una relazione con il compagno croato Dragan Banić. Nel 2001, Ahrens ha sposato il banchiere d'affari Jost Paffrath. Un anno dopo avvenne la separazione. È stata sposata successivamente con il conte Patrick von Faber-Castell (nel 2007 e dal quale è separata non legalmente dal 2012).

## Filmografia parziale

### Cinema
- Kabel und Liebe (1997)
- Tut mir leid wegen gestern (1997) - ruolo: Marlene
- Faust e Mefisto (2002) - Connie Höhnle

### Televisione
- Jan Oppen - film TV (1987)
- Feriengewitter - film TV (1989)
- Gute Zeiten, schlechte Zeiten - soap opera, 41 episodi (1995) - ruolo: Elinor Schwarz
- Zwei zum Verlieben - serie TV, 1 episodio (1995)
- Jede Menge Leben - serie TV, 2 episodi (1995)
- Westerdeich - serie TV  (1995) - Lisa Kant
- Balko - serie TV, 1 episodio (1995)
- Du bist nicht allein - Die Roy Black Story - film TV (1995)
- Ein starkes Team - serie TV, 2 episodi (1996-2005) - ruoli vari
- Stadtklinik - serie TV, 1 episodio (1997)
- Herz über Kopf - film TV (1997)
- Markus Merthin, medico delle donne - serie TV, 2 episodi (1997)
- Attenti a quei tre - serie TV, 1 episodio (1997)
- First Love - Die große Liebe - serie TV (1997)
- Stefanie - serie TV, 3 episodi (1997-2001) - ruoli vari
- Polizeiruf 110 - serie TV, 2 episodi (1997-2001) - ruoli vari
- Wolff, un poliziotto a Berlino - serie TV, 1 episodio (1998)
- Verfolgt! - Mädchenjagd auf der Autobahn - film TV (1998)
- OP ruft Dr. Bruckner - Die besten Ärzte Deutschlands - serie TV, 8 episodi (1998-2000) - Claudia
- Mädchenhandel - Das schmutzige Geschäft mit der Lust - film TV (2000) - Karin Pascal
- Cops - Squadra Speciale - serie TV, 1 episodio (2000)
- Barbara Wood - Traumzeit - film TV (2000) - Pauline Dawns
- Rosamunde Pilcher - Im Licht des Feuers - film TV (2000)
- Ich lass mich scheiden - serie TV, 1 episodio (2002)
- Il medico di campagna - serie TV, 8 episodi (2002) - Yvette Lange
- Edgar Wallace - Die unheimlichen Briefe - film TV (2002) - Barbara Lane
- Edgar Wallace - Whiteface - film TV (2002) - Barbara Lane
- Der Duft des Geldes - film TV (2002) - Victoria Kleeberg
- Barbara Wood - Spiel des Schicksals - film TV (2002) - Marissa Lapujade
- La nostra amica Robbie - serie TV, 2 episodi (2002-2003) - Sonja Wagner
- Bewegte Männer - serie TV, 1 episodio (2003)
- Utta Danella - serie TV, 1 episodio (2003)
- Liebe auf Bewährung - film TV (2004) - Karoline Leiser
- Squadra speciale Lipsia - serie TV, 1 episodio (2004)
- Sabine!! - serie TV, 20 episodi (2004-2005) - Maren Wolff
- Un caso per due - serie TV, 1 episodio (2005)
- Im Namen des Gesetzes - serie TV, 29 episodi (2005-2008) - Lisa Sturm
- In aller Freundschaft - serie TV, 2 episodi (2006-2010) - ruoli vari
- Rosamunde Pilcher - Wiedersehen am Fluss - film TV (2007)
- Squadra Speciale Colonia - serie TV, 1 episodio (2008)
- Hamburg Distretto 21 - serie TV, 1 episodio (2008)
- Der Bergdoktor - serie TV, 6 episodi (2008-2010) - Julia Denson
- Un caso d'amore - film TV (2009) - Sarah Pohl
- Il nostro amico Charly - serie TV, 1 episodio (2009)
- Inga Lindström - Il cuore di mio padre (Inga Lindström - Das Herz meines Vaters) - film TV (2009) - Ellen
- Gier - serie TV, 2 episodi (2010)
- Guardia costiera - serie TV, 1 episodio (2010) - Silke Kaltenbach
- Un caso d'inganni - film TV (2011) - Sarah Pohl
- Rosamunde Pilcher - Der gestohlene Sommer - film TV (2011) - Kate Rosemore
- Beate Uhse - Das Recht auf Liebe - film TV (2011) - Viola Volke
- SOKO Wismar - serie TV, 1 episodio (2013)
- Circle of Life - serie TV, 1 episodio (2014)
- Ein Fall von Liebe - Annas Baby - film TV (2014) - Sarah Pohl
- Casi d'amore (Ein Fall von Liebe) - serie TV, 6+ episodi (2014-...) - Sarah Pohl